# Dorfkirche Möhrenbach

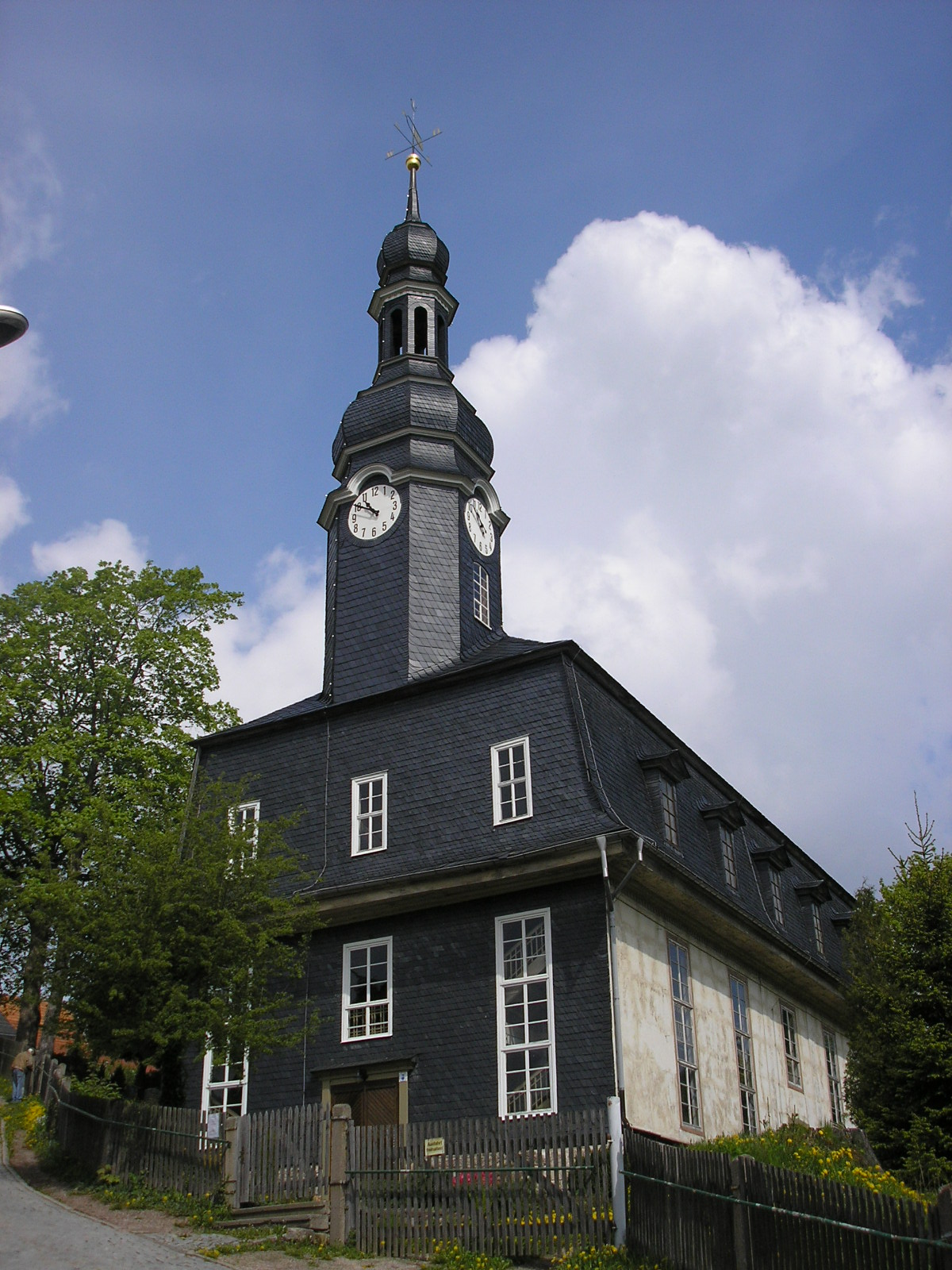
Die Kirche

Die evangelische Dorfkirche Möhrenbach steht in Möhrenbach, einem Ortsteil der Stadt Ilmenau im Ilm-Kreis in Thüringen. Sie gehört zur Kirchengemeinde Gehren im Kirchenkreis Arnstadt-Ilmenau der Evangelischen Kirche in Mitteldeutschland.

## Geschichte
1811 brannte die Kirche bis auf die Grundmauern nieder, auch die Schule und 48 Häuser brannten ab.
Von 1814 bis 1818 wurde die noch stehende Kirche aufgebaut. Das älteste Gotteshaus war eine Kapelle, die 1588 ersterwähnt wurde. Die Vorgängerin der jetzigen Kirche wurde 1657 bis 1659 gebaut.

## Zur jetzigen Kirche
Sie ist eine spätbarocke Kirche mit einem achteckigen Turm mit geschweifter Haube und hat mit Schiefer gedecktes Fachwerk. Das Innere ist schlicht und hell gestaltet. Der Raum besitzt zwei Emporen. Die halbrunde Kanzel baute der Bildhauer Elle aus Stadtilm. Den Altar stiftete Meinhard.
Die Orgel aus dem Jahr 1818 muss repariert werden.